# Colour Vision
Colour Vision es el tercer álbum de estudio del cantante estadounidense MAX, lanzado el 18 de septiembre de 2020, a través de Colour Vision Records y Sony Entertainment. Un disco principalmente pop, el álbum es el primero del cantante en cuatro años desde Hell's Kitchen Angel, y fue concebido tras una cirugía en 2018 para extirpar pólipos de sus cuerdas vocales. Durante la recuperación, no pudo cantar durante un período de cuatro meses y desarrolló una perspectiva renovada hacia la música en ese tiempo, lo que resultó en un enfoque más personal de su escritura que antes. Temáticamente, el álbum trata del amor y las relaciones, y se inspira en gran medida en el matrimonio del cantante con su esposa Emily.

## Lista de Canciones
| Standard edition |                                       |                |          |  |
| N.º              | Título                                | Producer(s)    | Duración |  |
| 1.               | «Colour Vision»                       | Imad Royal     | 2:15     |  |
| 2.               | «Working for the Weekend» (con bbno$) | Ryan Met       | 2:45     |  |
| 3.               | «Love Me Less» (con Quinn XCII)       | Royal          | 2:57     |  |
| 4.               | «Acid Dreams» (con Felly)             | Party Pupils   | 3:03     |  |
| 5.               | «Circles»                             | Scott Harris   | 2:27     |  |
| 6.               | «Blueberry Eyes» (con Suga)           | Royal          | 2:52     |  |
| 7.               | «Where Am I At»                       | Alex Seaver    | 3:29     |  |
| 8.               | «New Life»                            | Royal          | 3:01     |  |
| 9.               | «Checklist» (con Chromeo)             | Chromeo        | 2:16     |  |
| 10.              | «Missed Calls» (con Hayley Kiyoko)    | Johnny Simpson | 2:34     |  |
| 11.              | «SOS»                                 | Royal          | 2:41     |  |
| 12.              | «There is a God»                      | Royal          | 3:16     |  |
| 33:42            |                                       |                |          |  |

| Colour Vision - Deluxe edition |                                                                 |             |          |  |
| N.º                            | Título                                                          | Producer(s) | Duración |  |
| 13.                            | «Still New York» (con Joey Badass)                              | Oak         | 3:44     |  |
| 14.                            | «Worship»                                                       | Max         | 3:07     |  |
| 15.                            | «Blueberry Eyes» (con Lil Mosey, Suga de BTS, & Olivia O'Brien) | Royal       | 2:52     |  |
| 16.                            | «Love Me Less» (con Kim Petras)                                 | Royal       | 2:57     |  |
| 17.                            | «Acid Dreams» (con Felly; Acoustic version)                     | Siegel      | 2:51     |  |
| 18.                            | «There is a God» (Acoustic version)                             | Siegel      | 3:03     |  |
| 19.                            | «Love Me Less» (con Quinn XCII; Acoustic version)               | Siegel      | 3:03     |  |
| 20.                            | «Blueberry Eyes» (Steve Aoki Remix)                             | Royal       | 3:16     |  |
| 21.                            | «Working for the Weekend» (con EAJ; Party Pupils Remix)         | Met         | 2:33     |  |
| 22.                            | «Love Me Less» (con Quinn XCII; Party Pupils Remix)             | Royal       | 3:05     |  |
| 60:04                          |                                                                 |             |          |  |

## Charts
| Chart (2020)                                     | Peak position |
| ------------------------------------------------ | ------------- |
| Estados Unidos US Billboard 200                  | 137           |
| Estados Unidos US Heatseekers Albums (Billboard) | 1             |
| Estados Unidos US Independent Albums (Billboard) | 27            |